# ینس اسمارک

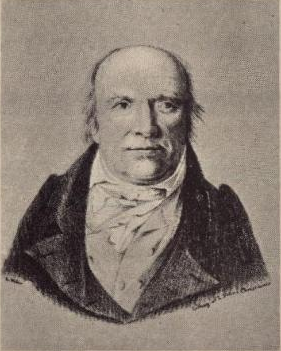
ینس اسمارک

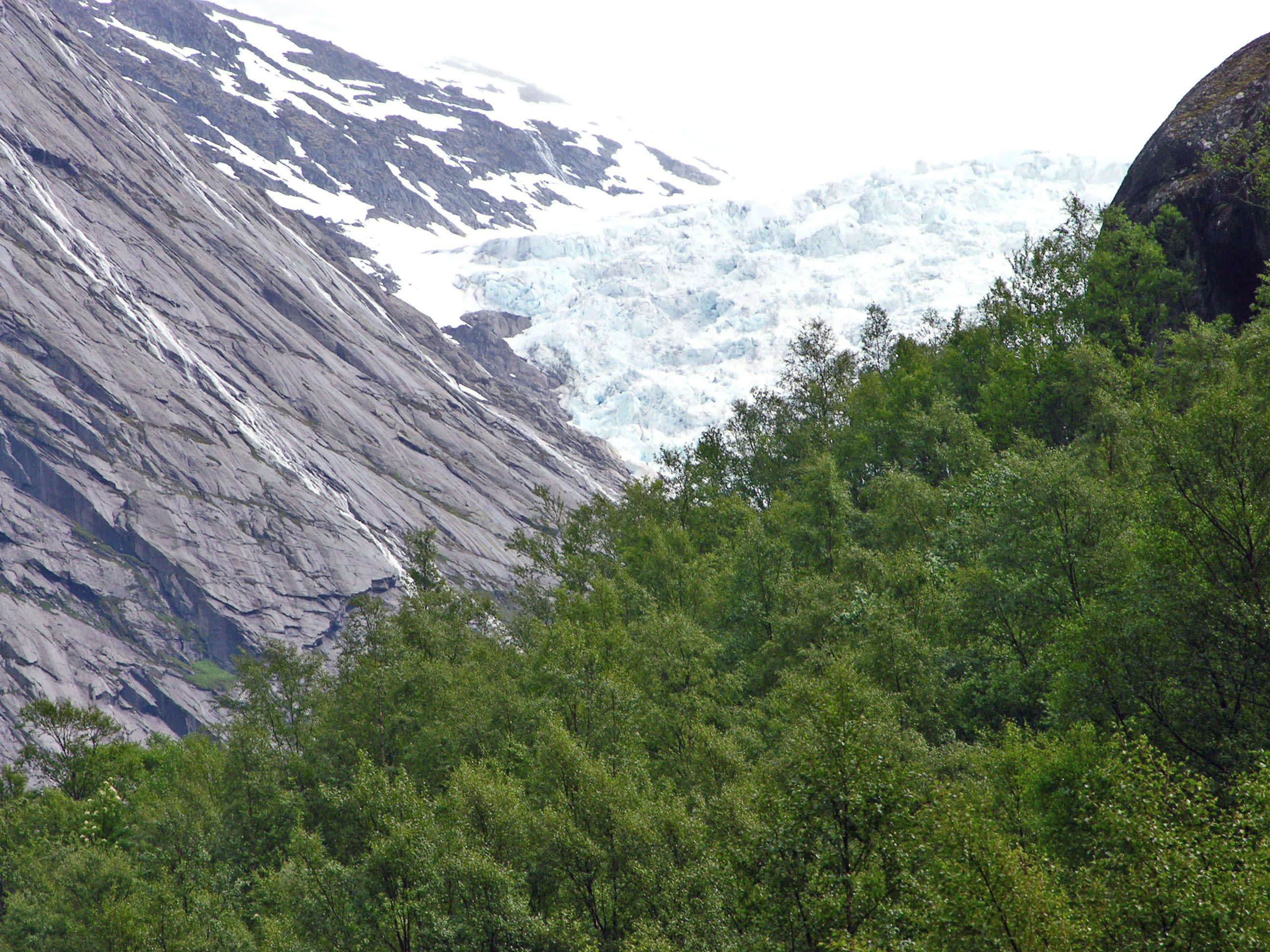
یخچال، Briksdalsbreen، نروژ

ینس اسمارک (به دانمارکی: Jens Esmark)،(زاده ۳۱ ژانویه ۱۷۶۳ –درگذشته ۲۶ ژانویه ۱۸۳۹)استاد دانمارکی- نروژی کانی‌شناسی بود که در بسیاری از اکتشافات اولیه و تجزیه و تحلیل مفهومی یخچال‌های طبیعی، بویژه این فکر که یخچالها در گذشته نواحی زیادی را پوشانده بودند، مشارکت داشت.